# Pátiris
Pátiris (Pathyris), também conhecida como Afroditópolis (em latim: Aphroditopolis), Inerti (Inerty), Per-Hator e Guebeleim (em árabe: الجبلين; romaniz.: Gebelein; lit. "Duas Montanhas"), é um sítio do Alto Egito, 30 quilômetros ao sul de Tebas. É dominado por duas colinas, daí seu nome árabe. A colina oriental tem restos do Templo de Hator, cuja decoração é das XI a XV dinastias (2055–1550 a.C.), mas que possivelmente foi criado no fim da Época Tinita (2 686 a.C.) e ainda estava em uso na Época Romana (30 a.C.–395 d.C.). Ali também se achou vestígios de Nacada II (3500–3200 a.C.).
Muitos papiros com demótico e grego foram encontrados, fornecendo detalhes da vida cotidiana no Reino Ptolemaico (336–30 a.C.). Na colina ocidental, há vários túmulos, alguns deles, embora saqueados, datados do final do Pré-dinástico. Muitos são do Primeiro Período Intermediário (2181–2055 a.C.), incluindo o túmulo de Iti, cujas pinturas murais estão no Museu Egípcio de Turim. Restos que ainda não foram escavados da cidade estão situados no sopé da colina oriental.